# Шерідан Ле Фаню
Джозеф Шерідан Ле Фаню (англ. Joseph Sheridan Le Fanu; 28 серпня 1814 , Дублін  — 7 лютого 1873 , Дублін ) — ірландський письменник, що продовжував традиції готичної прози. Автор класичних оповідань про привидів.

## Життєпис
Джозеф Шерідан Ле Фаню народився в Дубліні в літературній родині гугенотів. Його бабуся Алісія Шерідан Ле Фаню і двоюрідний дід Річард Брінслі Шерідан були драматургами.
Перші 12 років життя Ле Фаню провів поруч з Ірландською королівською військовою школою, де його батько служив у сані капелана. Парк Фенікса, де розташовувалася школа, село поруч і парафіяльну церкву не раз зустріне читач у творах Ле Фаню.
З 1826 року батько Джозефа отримує посаду ректора на півдні Ірландії — і вся родина переїжджає туди. Хоча в Ле Фаню був наставник, основні знання він черпає з великої батьківської бібліотеки, де проводить багато часу.
У 1832 році почалися заворушення, викликані війною проти десятини. В Абінгтоні проживало всього кілька дюжин послідовників Ірландської церкви, тому уряд змушував фермерів — зокрема й католиків, яких було близько 6 тисяч — платити десятину на утримання церкви нарівні з протестантами.
Родину Ле Фаню постійно переслідували фінансові проблеми, незважаючи на старання батька Томаса підтримувати репутацію прізвища. Дохід, одержуваний від посади ректора, повністю йшов на оплату десятин.
Джозеф вивчав юриспруденцію в Коледжі Св. Трійці в Дубліні, де згодом був обраний аудитором коледжу. З 1838 року він став публікуватися в журналі Дублінського університету, там і була опублікована його перша «жахлива» історія — «Привид і Костоправ». З 1840 року Ле Фаню придбав кілька газет, зокрема Dublin Evening Mail.
18 грудня 1844 року Ле Фаню одружується із Сузанні Беннет, дочкою провідного дублінського адвоката. Свідком на весіллі був Ісаак Батт. Вони знімають будинок на Воррінгтон Плейс біля Великого Каналу в Дубліні. Там і народжується в 1845 році їхня перша донька, Елеонора. Потім у 1846 році з'являється на світ Емма, у 1847 році Томас, і Джордж у 1854 році.
У 1847 році Джозеф Шерідан Ле Фаню підтримує Джона Мітчелла і Томаса Міґера в їхній кампанії проти байдужості уряду до Ірландського голоду. Його підтримка коштувала йому призначення членів парламенту від партії Торі в графстві Карлоу в 1852 році.
У 1856 році Джозеф з родиною переїжджає з Воррінгтон Плейс у будинок батьків його дружини на Мерріон Сквер, 18, оскільки батьки Сусанни поїхали в Англію.
Родинне життя Джозефа не ладиться, тому що його дружина страждає неврозами. У неї була криза віри, вона відвідувала релігійні збори в сусідній церкві Св. Стефана, обговорювала релігійні проблеми з молодшим братом Джозефа — Вільямом, оскільки Ле Фаню перестав відвідувати церкву. Вона дуже переживала смерть кількох близьких родичів, зокрема смерть її батька за два роки до цього. Це й стало основною причиною сімейних проблем.
У квітні 1858 року в Сусанни стався нервовий зрив, і наступного дня вона померла. Обставини її смерті так і залишилися нез'ясованими. Вона була похована в сімейному склепі Беннет разом з її батьком і братами. За деякими уривками зі щоденників Ле Фаню можна зрозуміти, що він вважав себе винним у смерті дружини. Після смерті дружини Ле Фаню довго не пише, аж до смерті його матері в 1861 році. Чергове нещастя прориває греблю емоцій. У цей час його підтримувала його кузина леді Гіффорд — вона все життя була для нього близькою людиною.
У 1861 році Джозеф стає редактором і власником журналу Дублінського університету. Там він і публікує деякі зі своїх романів.
Помер 7 лютого 1873 року в Дубліні.

## Творчість
Автор містичних і пригодницьких творів. З 1845 по 1873 рік опублікував 14 романів, з яких найбільш відомі «Дядько Сайлас» (англ. Uncle Silas, 1864), «Будинок біля кладовища» (англ. The House by the Churchyard, 1863) і збірка з п'яти новел — «Крізь тьмяне скло» (англ. In a Glass Darkly,1872).
Творчість Ле Фаню отримала високу оцінку М. Р. Джеймса і Х. Кортасара. Повість «Кармілла» (англ. Carmilla, 1871) справила значний вплив на творчість Брема Стокера.

## Екранізації
Див. категорію Екранізації творів Джозефа Шерідана Ле Фаню.
- Вампір (1932, реж. Карл Теодор Дреєр)
- Дядько Сайлас (1947, реж. Чарлз Френк[ru])
- І померти від насолоди (1960, Роже Вадим)
- Коханки-вампірки (1970, Рой Уорд Бейкер)
- Пристрасть до вампіра[ru] (1970, Джиммі Сангстер)
- Кривава наречена[ru] (1972, Вісенте Аранда[ru])
- Вампіри проти зомбі[ru] (2004, Вінс д'Амато[it])

## Українські переклади
- Джозеф Шерідан Ле Фаню. Кармілла / пер. з англ. Ірини Гоял. — Nebo BookLab Publishing, 2023. — 256 с. — ISBN 978-617-7914-75-3.